# Cecily Strong
Cecily Legler Strong (Springfield, Illinois; 8 de febrero de 1984) es una actriz, comediante y actriz de voz estadounidense. Forma parte del reparto de Saturday Night Live.

## Primeros años
Nació en Springfield, Illinois y se crio en Oak Park, Illinois. Asistió a Oak Park and River Forest High School (OPRF) antes de ser trasferida a Chicago Academy for the Arts donde se graduó en 2002. Después de asistió a California Institute of the Arts (CalArts) en donde se graduó en 2006 con un BFA en teatro. Después de su graduación en CalArts, volvió a Chicago donde estudio en el Second City Conservatory y iO Chicago.

## Carrera
Strong realizaba presentaciones regularmente en The Second City y iO Chicago. También apareció en Chicago Sketch Fest, Chicago Just for Laughs, New York Sketchfest, y el Edinburgh Fringe Festival. En Chicago Strong también se presentó en Goodman Theater, Bailiwick Theater, Mercury Theater y en la compañía femenina de improvisación Virgin Daiquiri.

### Saturday Night Live
El 15 de septiembre de 2012, Strong hizo su debut como actriz recurrente en Saturday Night Live. El 15 de septiembre de 2013, Lorne Michaels anunció que Strong se convertiría en copresentadora de la sección de SNL, "Weekend Update", con Seth Meyers comenzando el estreno de la temporada número 39.
Los personajes recurrentes realizados por Strong, son “The Girl You Wish You Hadn't Started a Conversation With at a Party”, Kyra de "The Girlfriends Talk Show" y, exestrella porno/modelo que presenta productos para ser vendidos, como champagne, entre otros, junto a Vanessa Bayer.

#### Imitaciones
Las imitaciones de celebridades incluyen a:
- Anjelica Huston
- Fran Drescher
- Jill Kelley
- Khloe Kardashian
- Lydia Callis
- Lana Del Rey
- Paula Broadwell
- Megyn Kelly
- Alanis Morissette
- Rachel Maddow

## Vida personal
Creció adorando a SNL, desde pequeña, mirando frecuentemente viejos comerciales de SNL en VHS. «Yo tenía una cinta con los mejores comerciales y los escribía cada día», ella comenzó por su aspiración de Phil Hartman.

## Filmografía

### Películas
| Año  | Título                  | Rol            | Notas        |
| ---- | ----------------------- | -------------- | ------------ |
| 2012 | How to Sponsor a Uterus | Karen Rigsby   | Cortometraje |
| 2016 | Cazafantasmas           | Jennifer Lynch |              |
| 2023 | Leo                     | Sra. Malkin    |              |
| 2024 | Garfield                | TBA            | Voz          |

### Televisión
| Año       | Título                                      | Rol                | Notas        |
| --------- | ------------------------------------------- | ------------------ | ------------ |
| 2012-2022 | Saturday Night Live                         | Ella misma, varios |              |
| 2012      | Saturday Night Live Weekend Update Thursday | Varios             | 2 episodios  |
| 2013      | The Awesomes                                | Varias Voces       | 9 episodios  |
| 2016      | Scream Queens                               | Estrella Invitada  | 2 episodios  |
| 2021      | Schmigadoon!                                | Melissa Gimble     | 12 episodios |